# Fan disc
Một fan disc (đôi khi gọi là fandisk hay đọc tắt đơn giản là FD, dịch thô trong tiếng Việt là đĩa dành cho người hâm mộ) là một gói nội dung bổ sung, thường được phát hành bởi một công ty trò chơi điện tử hay video game sau khi đã ra mắt thành công một trong những tựa game của họ. Nội dung của fan disc là khác nhau, nhưng thường bao gồm hình ảnh, nhạc và minigame mới, và các thông tin khác liên quan đến trò chơi nguyên gốc. Đôi khi, fan disc cũng là một trò chơi hoàn toàn mới để mở rộng cốt truyện của tựa game ban đầu; tuy nhiên chúng hiếm khi được xem là một phần tiếp theo (sequel) đúng nghĩa, bởi vì nội dung của fan disc thường miêu tả các sự kiện ít quan trọng hơn nhiều so với nội dung tổng thể của tựa game gốc, cũng như có thời lượng ngắn hơn nhiều. Ngoài ra, các fan disc thường được dùng để đưa ra một kịch bản "Nếu thế này thì sao", trong đó kể lại các sự kiện nhất định từ thế giới quan của một nhân vật khác, hoặc đưa dàn nhân vật chính vào trong những thiết lập khác nhau.
Các visual novel nói riêng và eroge, chẳng hạn Popotan, thường có một fan disc. Bởi vì hầu hết visual novel miêu tả những câu chuyện độc lập, hiếm khi được gợi ý cho phần tiếp theo, thể loại trò chơi đặc biệt này thường chú trọng dùng fan disc như một phương cách khám phá các thiết lập đã được xây dựng trước đó và hưởng lợi nhuận từ sự nổi tiếng của tác phẩm gốc. Đôi khi, fan disc được sản xuất như một dạng tổng hợp của hai trò chơi riêng biệt, nhưng tương tự, nhằm đáp ứng các một liên kết giữa chúng (dòng trò chơi Watashi ni Konya - Ai ni Kite là một ví dụ). Fan disc cũng được dùng như tác phẩm đáp ứng sự kỳ vọng của người hâm mộ visual novel (cách giải thích này gần hơn với tên gọi của nó), như xây dựng một thiết lập khác nơi những nhân vật họ yêu thích có một cái kết khác hay những diễn biến cốt truyện khác, ví dụ như Rewrite Harvest festa!. Một số hãng phát triển visual novel cũng tận dụng fan disc để phát triển kịch bản cho một nhân vật không được chú trọng lúc đầu, như trường hợp của Kono Oozora ni, Tsubasa wo Hirogete FLIGHT DIARY.